# Mark Reisman
Pour les articles homonymes, voir Reisman.
Mark Reisman est un scénariste et créateur de séries télévisées américaines.

## Filmographie

### Créateur
- 2011 : The Exes (saison 1 & 4)
- 2004 : Les Quintuplés (saison 1)
- 2002 : In-Laws (saison 1)
- 1997 : Jenny (saison 1)

### Scénariste
- 2000 : Frasier (saison 8)
- 1999 : Frasier (saison 7)

### Producteur exécutif
- 2011-2014 : The Exes
- 2004 : Les Quintuplés
- 1997 : Wings
- 1993-2004 : Frasier
- 1990-1997 : Jenny